# Burnhaupt-le-Haut
Pour les articles homonymes, voir Burnhaupt.
Burnhaupt-le-Haut est une commune de la couronne périurbaine de Mulhouse située dans la circonscription administrative du Haut-Rhin et, depuis le 1er janvier 2021, dans le territoire de la collectivité européenne d'Alsace, en région Grand Est. 
Cette commune se trouve dans la région historique et culturelle d'Alsace.
Ses habitants sont appelés les Burnhauptois.

## Géographie

### Localisation
Burnhaupt-le-Haut fait partie de l'arrondissement de Thann-Guebwiller, du canton et de la vallée de Masevaux. Située à quelques centaines de mètres du lit de la Doller à la porte du Sundgau, sur son ban existe un nœud routier et autoroutier plaçant idéalement la commune.
Cernay est à 9 km, Thann à 13 km, Masevaux à 14 km, Mulhouse à 16 km. Le village de Burnhaupt-le-Haut se trouve à trois kilomètres de la zone industrielle du Pont d'Aspach et tout près de la voie rapide A36 reliant Strasbourg-Colmar-Sélestat-Mulhouse-Belfort-Lyon.

### Communes limitrophes
| Guewenheim   | Aspach-le-Bas     | Schweighouse-Thann |
|              | Burnhaupt-le-Haut |                    |
| Soppe-le-Bas | Burnhaupt-le-Bas  |                    |

### Géologie et relief
La superficie de la commune est de 1 249 hectares ; l'altitude varie entre 290 et 338 mètres.

### Hydrographie

#### Réseau hydrographique
La commune est dans le bassin versant du Rhin au sein du bassin Rhin-Meuse. Elle est drainée par la Doller, le Krebsbach, le Hahnebach, le Michelbach et le ruisseau Gross Runzgraben,,.
La Doller, d'une longueur de 46 km, prend sa source dans la commune de Dolleren et se jette dans l'Ill à Mulhouse, après avoir traversé 17 communes. Les caractéristiques hydrologiques de la Doller sont données par la station hydrologique située sur la commune. Le débit moyen mensuel est de 4,19 m3/s. Le débit moyen journalier maximum est de 93,5 m3/s, atteint lors de la crue du 9 février 1970. Le débit instantané maximal est quant à lui de 134 m3/s, atteint le 5 janvier 2018.

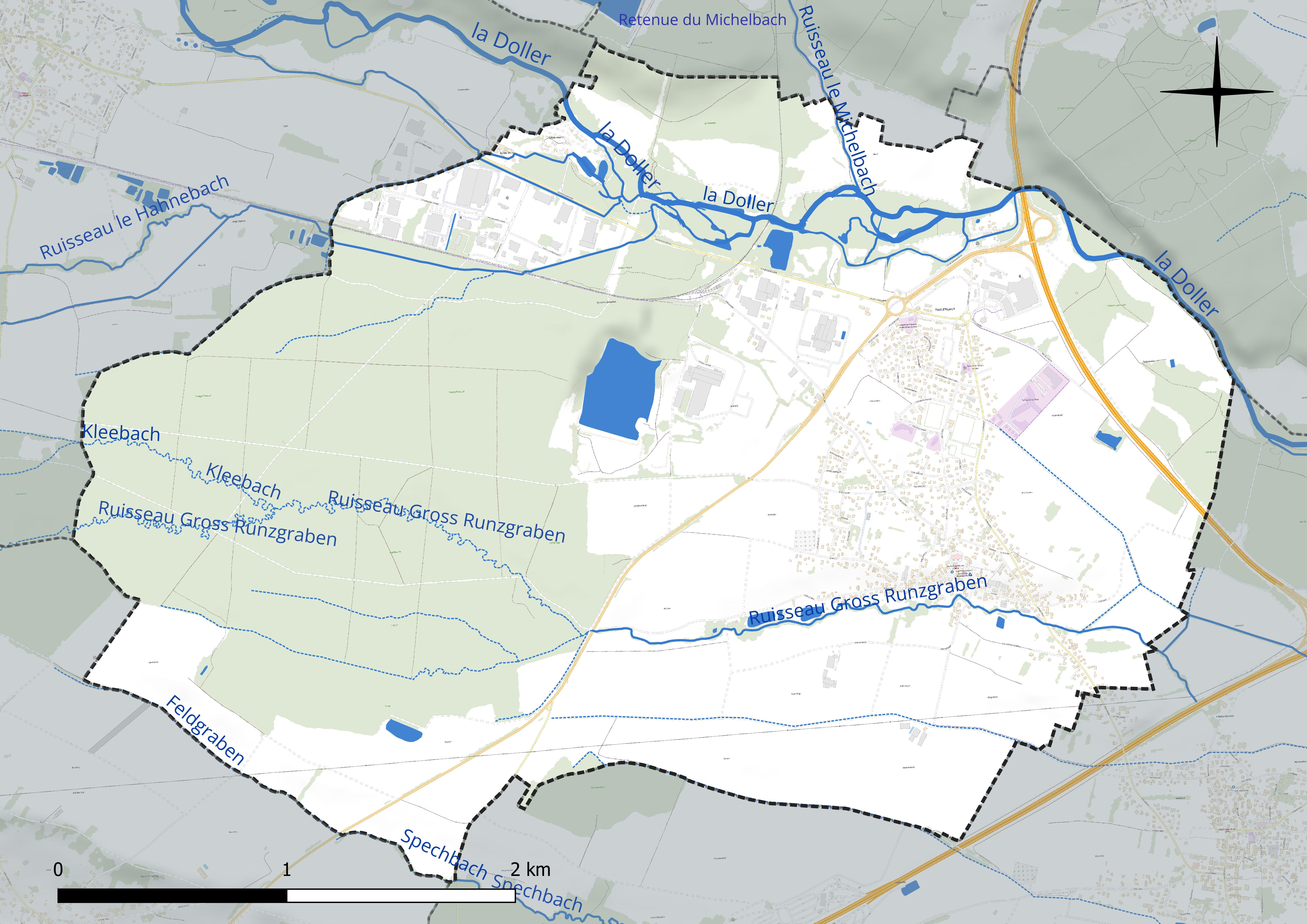
Réseau hydrographique de Burnhaupt-le-Haut.

Le Krebsbach, d'une longueur de 15 km, prend sa source dans la commune de Soppe-le-Bas et se jette dans la Largue à Heidwiller, après avoir traversé sept communes. 

#### Gestion et qualité des eaux
Le territoire communal est couvert par le schéma d'aménagement et de gestion des eaux (SAGE) « Doller ». Ce document de planification concerne le bassin versant de la Doller dont le territoire s’étend sur 280 km2. Il a été approuvé le 15 janvier 2020. La structure porteuse de l'élaboration et de la mise en œuvre est le syndicat mixte « Rivières de Haute-Alsace ». 
La qualité des cours d’eau peut être consultée sur un site dédié géré par les agences de l’eau et l’Agence française pour la biodiversité. 

### Climat
Pour des articles plus généraux, voir Climat du Grand Est et Climat du Haut-Rhin.
En 2010, le climat de la commune est de type climat des marges montargnardes, selon une étude du Centre national de la recherche scientifique s'appuyant sur une série de données couvrant la période 1971-2000. En 2020, Météo-France publie une typologie des climats de la France métropolitaine dans laquelle la commune est exposée à un climat semi-continental et est dans la région climatique  Vosges, caractérisée par une pluviométrie très élevée (1 500 à 2 000 mm/an) en toutes saisons et un hiver rude (moins de 1 °C). 
Pour la période 1971-2000, la température annuelle moyenne est de 10,2 °C, avec une amplitude thermique annuelle de 17,7 °C. Le cumul annuel moyen de précipitations est de 876 mm, avec 10,3 jours de précipitations en janvier et 9,6 jours en juillet. Pour la période 1991-2020, la température moyenne annuelle observée sur la station météorologique de Météo-France la plus proche, « Bits.-lès-Thann », sur la commune de Bitschwiller-lès-Thann à 12 km à vol d'oiseau, est de 10,0 °C et le cumul annuel moyen de précipitations est de 1 309,4 mm. 
La température maximale relevée sur cette station est de 38,9 °C, atteinte le 7 août 2015 ; la température minimale est de −19,5 °C, atteinte le 12 janvier 1987,,. 
Les paramètres climatiques de la commune ont été estimés pour le milieu du siècle (2041-2070) selon différents scénarios d'émission de gaz à effet de serre à partir des nouvelles projections climatiques de référence DRIAS-2020. Ils sont consultables sur un site dédié publié par Météo-France en novembre 2022.

## Urbanisme

### Typologie
Au 1er janvier 2024, Burnhaupt-le-Haut est catégorisée bourg rural, selon la nouvelle grille communale de densité à sept niveaux définie par l'Insee en 2022.
Elle appartient à l'unité urbaine de Burnhaupt-le-Haut, une agglomération intra-départementale regroupant deux communes, dont elle est une commune de la banlieue,,. Par ailleurs la commune fait partie de l'aire d'attraction de Mulhouse, dont elle est une commune de la couronne,. Cette aire, qui regroupe 132 communes, est catégorisée dans les aires de 200 000 à moins de 700 000 habitants,.

### Occupation des sols
L'occupation des sols de la commune, telle qu'elle ressort de la base de données européenne d’occupation biophysique des sols Corine Land Cover (CLC), est marquée par l'importance des territoires agricoles (40,8 % en 2018), en diminution par rapport à 1990 (44,8 %). La répartition détaillée en 2018 est la suivante : 
forêts (36 %), terres arables (29,9 %), zones industrielles ou commerciales et réseaux de communication (10,5 %), zones urbanisées (8,6 %), prairies (5,9 %), zones agricoles hétérogènes (5 %), milieux à végétation arbustive et/ou herbacée (4,1 %). L'évolution de l’occupation des sols de la commune et de ses infrastructures peut être observée sur les différentes représentations cartographiques du territoire : la carte de Cassini (XVIIIe siècle), la carte d'état-major (1820-1866) et les cartes ou photos aériennes de l'IGN pour la période actuelle (1950 à aujourd'hui).

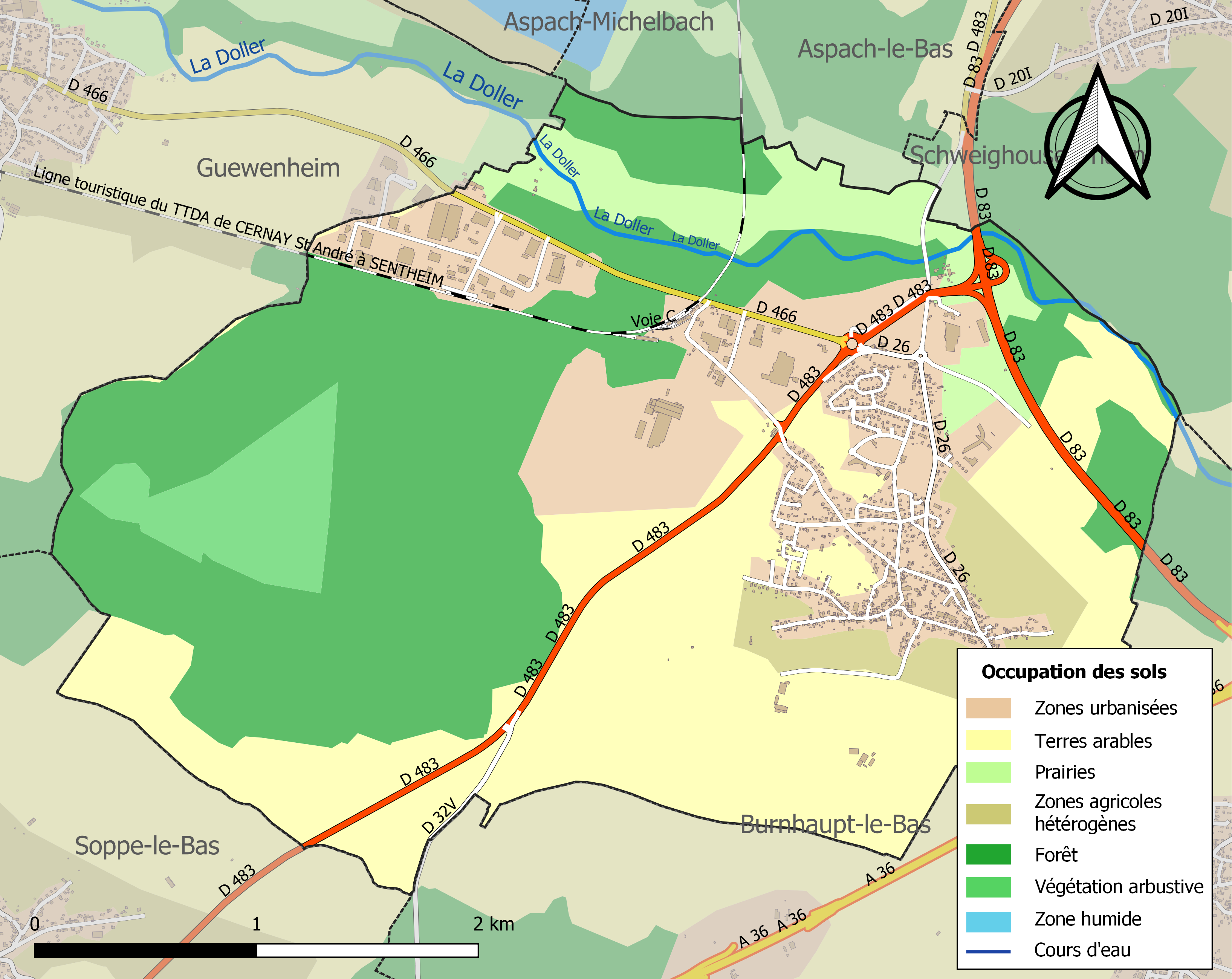
Carte des infrastructures et de l'occupation des sols de la commune en 2018 (CLC).

### Logement
En 2009, le nombre total de logements dans la commune était de 666, alors qu'il était de 541 en 1999.
Parmi ces logements, 92,5 % étaient des résidences principales, 0,9 % des résidences secondaires et 6,6 % des logements vacants. Ces logements étaient pour 83,5 % d'entre eux des maisons individuelles et pour 16,2 % des appartements.
La proportion des résidences principales, propriétés de leurs occupants était de 80,5 %, quasiment identique à 1999 (81,5 %), la commune ne propose pas de logements HLM loués vides (logements sociaux).

## Toponymie
Le nom Burnhaupt provient de l'étymon Bornopenno, terme celte désignant la tête (-penno) de la source (borno-). Le suffixe a été germanisé en -haupt. 

En allemand : Ober-Burnhaupt. En alsacien : Ewer-Burnhaiupt.
La dépendance de Pont d'Aspach, s'appelle en 784 Agaisheim, ce qui peut se traduire par « la maison située dans un lieu impénétrable ». La racine 'Ag' ou 'Ak' pour désigner une haie de ronces ou de buissons épineux utilisée pour délimiter, en particulier, les endroits sacrés se retrouve dans plusieurs toponymes alsaciens (Haegen, Haguenau, mais aussi Hegenheim, Hagenthal, Hengwiller...).

## Histoire
Burnhaupt-le-Haut fait partie au début de son existence de la seigneurie de Thann et de la prévôté supérieure de Burnhaupt. Jusqu'au XVe siècle, il n'existe qu'une seule église paroissiale pour les deux Burnhaupt, sans doute celle du haut du village, puisque cette église en a longtemps été une filiale. Le village ne se trouve pas très loin du Pont d'Aspach où passe la Doller et qui était un ancien péage, peut-être créé par les comtes d'Eguisheim, d'où sans doute le nom d'Exenbruckh qui a cours en 1545.
Le village et son annexe sont totalement détruits pendant la Première Guerre mondiale.

## Politique et administration

### Découpage territorial
La commune de Burnhaupt-le-Haut est membre de la communauté de communes de la Vallée de la Doller et du Soultzbach, un établissement public de coopération intercommunale (EPCI) à fiscalité propre créé le 17 décembre 2001 dont le siège est à Masevaux-Niederbruck. Ce dernier est par ailleurs membre d'autres groupements intercommunaux.
Sur le plan administratif, elle est rattachée à l'arrondissement de Thann-Guebwiller, à la circonscription administrative de l'État du Haut-Rhin, en tant que circonscription administrative de l'État, et à la région Grand Est. 
Sur le plan électoral, elle dépendait jusqu'en 2020 du  canton de Masevaux-Niederbruck pour l'élection des conseillers départementaux au sein du conseil départemental du Haut-Rhin. Depuis le 1er janvier 2021, elle dépend du même canton pour l'élection des conseillers d'Alsace au sein de la collectivité européenne d'Alsace.

### Élections municipales et communautaires
Le nombre d'habitants au dernier recensement étant compris entre 1 500 et 2 499, le nombre de membres du conseil municipal est de 19.

### Liste des maires
Depuis 1940, quatre maires seulement se sont succédé :
| Période   | Période                   | Identité                                                | Étiquette | Qualité |
| --------- | ------------------------- | ------------------------------------------------------- | --------- | ------- |
| 1940      | 1972                      | Émile Fassnacht                                         |           |         |
| 1972      | 2001                      | Gérard Kieffer                                          |           |         |
| mars 2001 | 2014                      | Antoine Muller                                          |           |         |
| mars 2014 | En cours (au 31 mai 2020) | Véronique Sengler-Waltz Réélue pour le mandat 2020-2026 |           |         |

## Équipements et services publics

### ustice, sécurité, secours et défense
Burnhaupt-le-Haut relève du tribunal d'instance de Thann, du tribunal de grande instance de Mulhouse, de la cour d'appel de Colmar, du tribunal pour enfants de Mulhouse, du conseil de prud'hommes de Mulhouse, du tribunal administratif de Strasbourg et de la cour administrative d'appel de Nancy.

## Population et société

### Démographie
L'évolution du nombre d'habitants est connue à travers les recensements de la population effectués dans la commune depuis 1793. Pour les communes de moins de 10 000 habitants, une enquête de recensement portant sur toute la population est réalisée tous les cinq ans, les populations de référence des années intermédiaires étant quant à elles estimées par interpolation ou extrapolation. Pour la commune, le premier recensement exhaustif entrant dans le cadre du nouveau dispositif a été réalisé en 2004.

En 2022, la commune comptait 1 753 habitants, en évolution de −4,1 % par rapport à 2016 (Haut-Rhin : +0,66 %, France hors Mayotte : +2,11 %).
| 1793 | 1800 | 1806 | 1821  | 1831  | 1836  | 1841  | 1846  | 1851  |
| ---- | ---- | ---- | ----- | ----- | ----- | ----- | ----- | ----- |
| 778  | 781  | 936  | 1 007 | 1 162 | 1 133 | 1 159 | 1 220 | 1 171 |

| 1856  | 1861  | 1866  | 1871  | 1875  | 1880  | 1885 | 1890 | 1895 |
| ----- | ----- | ----- | ----- | ----- | ----- | ---- | ---- | ---- |
| 1 060 | 1 085 | 1 140 | 1 079 | 1 001 | 1 042 | 957  | 906  | 903  |

| 1900 | 1905 | 1910 | 1921 | 1926 | 1931 | 1936 | 1946 | 1954 |
| ---- | ---- | ---- | ---- | ---- | ---- | ---- | ---- | ---- |
| 864  | 886  | 918  | 744  | 773  | 788  | 800  | 834  | 873  |

| 1962 | 1968 | 1975  | 1982  | 1990  | 1999  | 2004  | 2006  | 2009  |
| ---- | ---- | ----- | ----- | ----- | ----- | ----- | ----- | ----- |
| 900  | 977  | 1 084 | 1 296 | 1 426 | 1 505 | 1 550 | 1 599 | 1 596 |

| 2014  | 2019  | 2022  | - | - | - | - | - | - |
| ----- | ----- | ----- | - | - | - | - | - | - |
| 1 775 | 1 749 | 1 753 | - | - | - | - | - | - |

### Enseignement
Burnhaupt-le-Haut est située dans l'académie de Strasbourg.
Elle administre une école maternelle et une école élémentaire communales.
Le département gère un collège : le collège Nathan Katz (ci-dessous),. Le collège accueille une population de plus de 500 élèves et propose depuis septembre 2010 une unité localisée pour l'inclusion scolaire (ULIS) qui accompagne l'intégration des élèves avec handicap.

### Manifestations culturelles et festivités
Chaque année se déroule dans le village la Ronde du Tilleul, une course populaire. En 2017, cette manifestation a fêté ses 25 ans.

## Économie

### Revenus de la population et fiscalité
En 2010, le revenu fiscal médian par ménage était de 38 083 €, ce qui plaçait Burnhaupt-le-Haut au 3 709e rang parmi les 31 525 communes de plus de 39 ménages en métropole.

### Emploi
En 2009, la population âgée de 15 à 64 ans s'élevait à 1 045 personnes, parmi lesquelles on comptait 75,4 % d'actifs dont 71,4 % ayant un emploi et 4,0 % de chômeurs.
On comptait 1 193 emplois dans la zone d'emploi, contre 931 en 1999. Le nombre d'actifs ayant un emploi résidant dans la zone d'emploi étant de 750, l'indicateur de concentration d'emploi est de 159,0 %, ce qui signifie que la zone d'emploi offre trois emplois pour deux habitants actifs.

### Entreprises et commerces
Au 31 décembre 2010, Burnhaupt-le-Haut comptait 152 établissements : 10 dans l’agriculture-sylviculture-pêche, 23 dans l'industrie, 18 dans la construction, 83 dans le commerce-transports-services divers et 18 étaient relatifs au secteur administratif.
En 2011, 14 entreprises ont été créées à Burnhaupt-le-Haut, dont 8 par des autoentrepreneurs.

## Culture locale et patrimoine

### Lieux et monuments

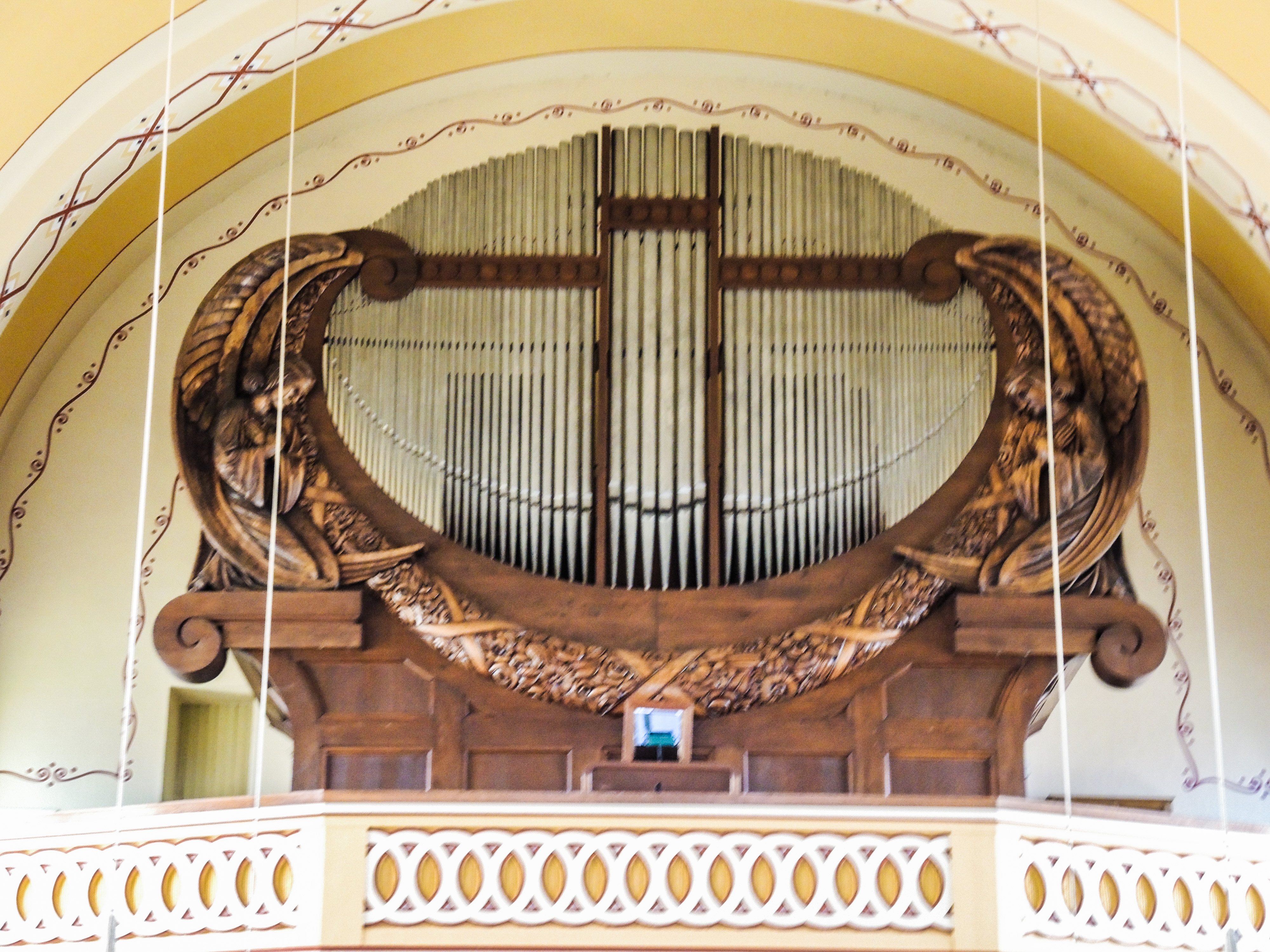
Orgue de l'église Saint Boniface.

L'Inventaire général du patrimoine culturel de la France répertorie l'ensemble des éléments patrimoniaux dans la commune : patrimoine mobilier, patrimoine immobilier et immeubles par destination (les orgues) :
- ancienne ferme[40] ;
- église paroissiale Saint-Boniface[41] et son orgue[42],[43],[44],[45],[46] ;
- gare, actuellement maison[47] ;
- ferme Grund[48] ;
- mairie-école[49] ;
- ferme actuellement restaurant[50] ;
- moulin du Pont-d'Aspach[51] ;
- presbytère[52] ;
- bureau d'octroi[53] ;
- croix de chemin[54] et calvaire[55].

On peut également citer le moulin Walch, le monument de la tranchée d'Elbé (1920) et le sentier des Bunkers.

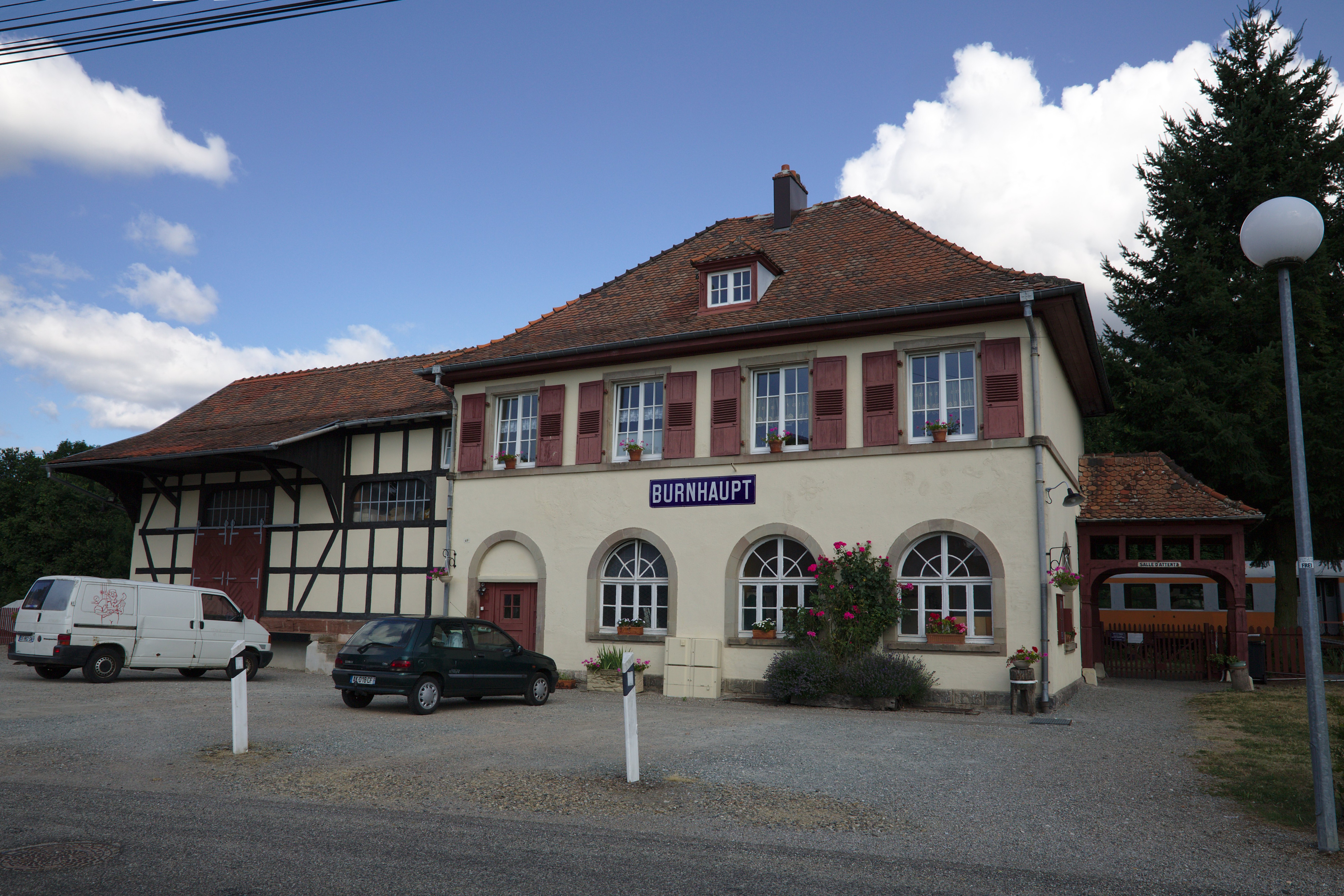
Ancienne gare de Burnhaupt.
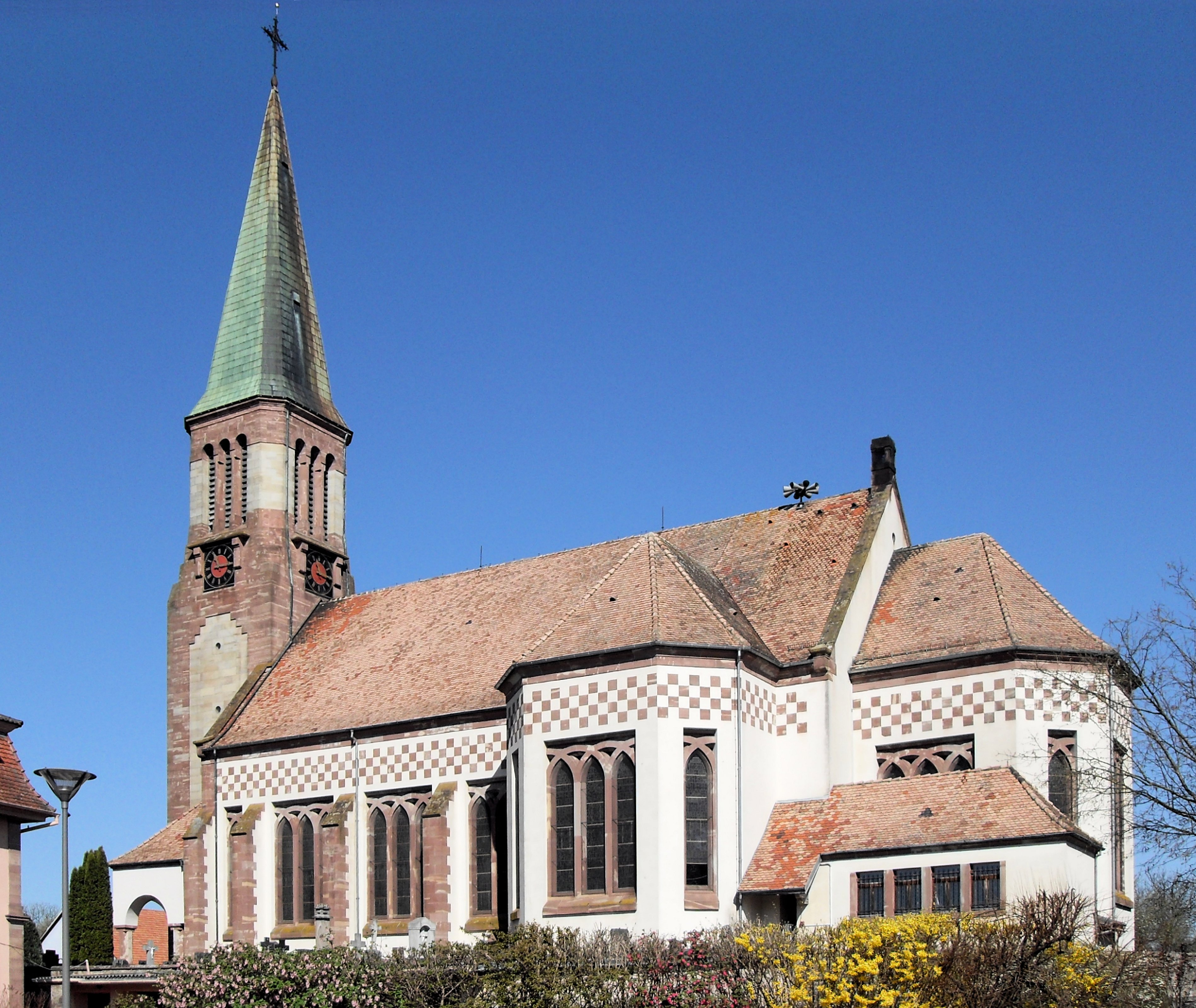
L'église, côté sud.
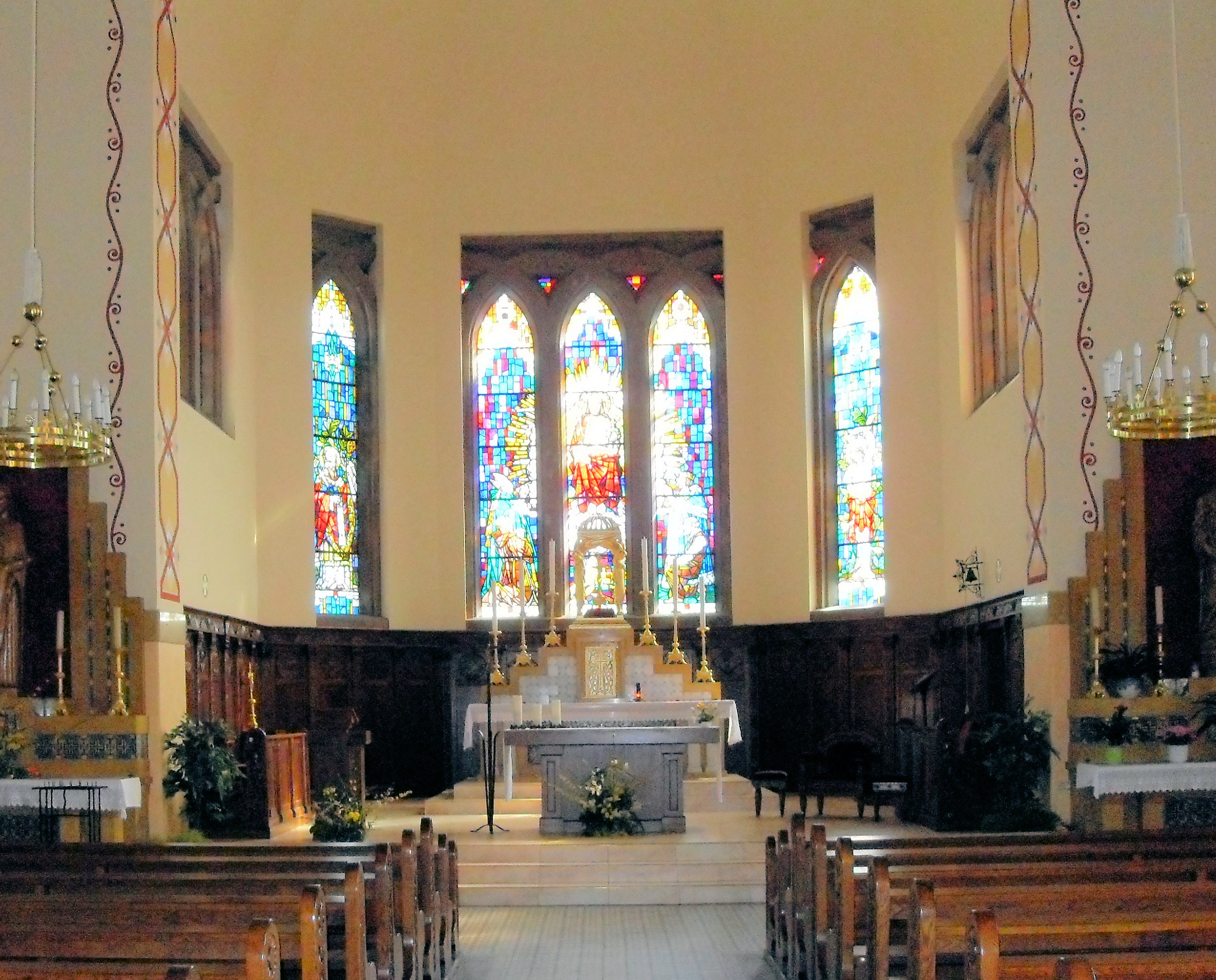
Saint-Boniface à l'intérieur.

#### Collège Nathan Katz
Ouvert aux élèves en septembre 2009, le collège Katz a intégré une partie des élèves et enseignants du collège Conrad Alexandre Gérard de Masevaux, du collège Charles Walch de Thann, et du collège Jean Monnet de Dannemarie. D'abord surnommé « le Boomerang » en raison de sa forme, il a été définitivement baptisé du nom du poète sundgauvien Nathan Katz le 13 octobre 2010, par le président du Conseil Général, le Préfet et quelques représentants des enseignants et des élèves. D'autres noms avaient été proposés : « collège Joseph Schultz » (personnalité locale), « collège de la Paix » et même « collège Jean Ferrat » (décédé peu auparavant).

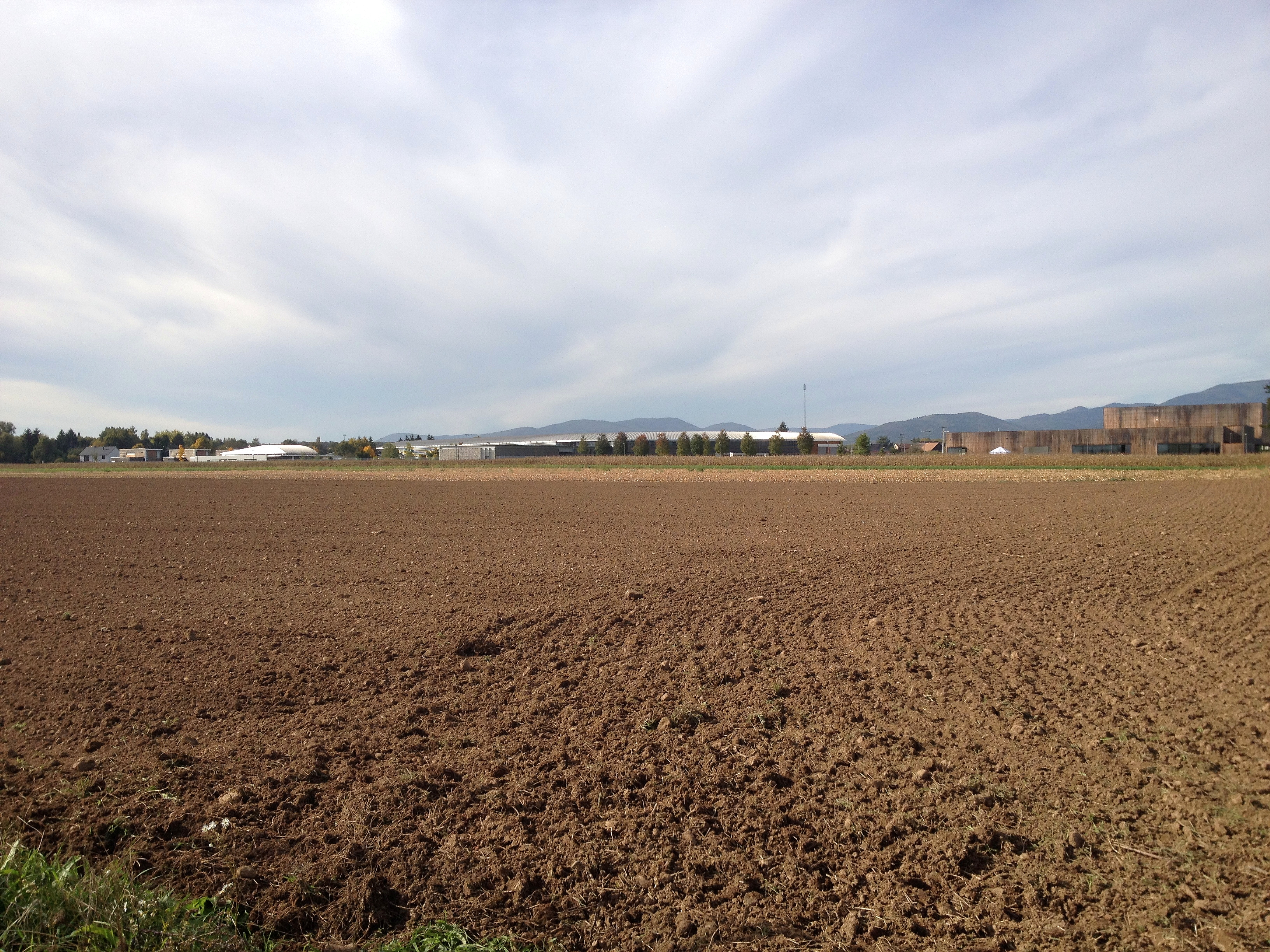
Collège Nathan Katz vu depuis les champs.

Le collège Katz est l'œuvre de l'architecte Jean-Marie Martini, concepteur en 1997 du collège de Bourtzwiller, assez voisin du point de vue architectural. Le plan des bâtiments semble une évocation du Plan Pilote de la ville de Brasilia, avec ses deux ailes courbes croisant un bâtiment rectiligne. L'édifice béton / ossature bois respecte la norme HQE (Haute qualité environnementale). Le choix du parement bois pour l'extérieur n'a pas été sans conséquence : le vieillissement rapide des boiseries de l'annexe sportive en témoigne. Durant les premières années, des mises au point ont été nécessaires pour pallier des pannes de chauffage, des bugs de domotique, des fuites de toiture ou le tassement du bâtiment, qui a provoqué la détérioration de plusieurs fenêtres.
Le chantier initial du collège, d'un coût de 16,5 millions d'euros, a été filmé par une webcam accessible en ligne. Les images ont permis de réaliser un clip vidéo montrant l'édification progressive des bâtiments. La face avant du bâtiment, courbe, est visible de la voie rapide D 83. Sur sa face arrière (parking, salles de classe), de larges baies vitrées donnent sur les Vosges et le Grand Ballon d'Alsace. 

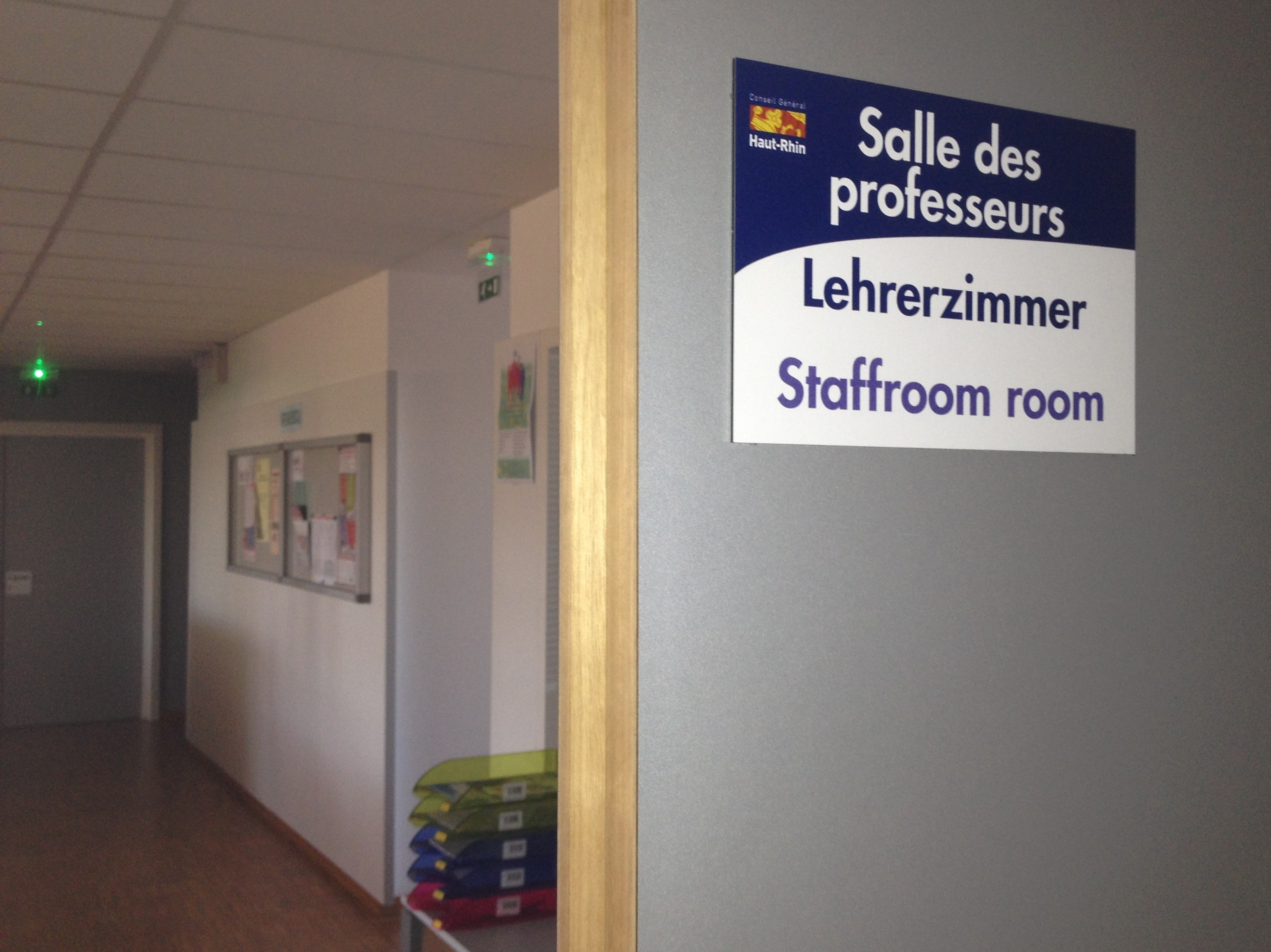
Une signalétique multilingue.

Une signalétique multilingue (français, anglais, allemand) indiquant infirmerie, secrétariat, CDI... a été inaugurée lors des portes ouvertes du samedi 21 juin 2014 par le président du Conseil général. Le projet d'une signalétique en alsacien n'a pas été retenu, pour éviter d'alourdir visuellement des panneaux déjà riches en informations.
Le collège est dimensionné pour une population d'environ 550 élèves répartis dans vingt classes environ, et possède depuis septembre 2010 une classe ULIS qui accompagne l'intégration des élèves avec handicap. Une nouvelle rue a été ouverte spécifiquement pour l'accès au collège : la Route de l'Avenir, actuellement une impasse.

### Tourisme et patrimoine ferroviaire
- Train Thur Doller Alsace, chemin de fer touristique dans la vallée de la Doller de Cernay-Saint André à Sentheim.

### Personnalités liées à la commune
- Conrad Alexandre Gérard (1729-1790), diplomate connu pour son travail relatif à la reconnaissance officielle des États-Unis par la France. Sa mère, Marie-France Wetzel, était née à Burnhaupt-le-Haut.
- Jean Thiébault Silbermann (1806-1865), physicien, né à Burnhaupt-le-Haut.

### Héraldique
| Blason de Burnhaupt-le-Haut | Les armes de Burnhaupt-le-Haut se blasonnent ainsi : « D'azur au sautoir d'argent accompagné de quatre étoiles à cinq rais de même. » |